# Mariano Rajoy Brey
Mariano Rajoy Brey (Pronunciació en castellà: [maˈɾjano raˈxoi ˈβɾei]; Santiago de Compostel·la, 27 de març de 1955) és un polític espanyol, que fou president del Govern d'Espanya des del 21 de desembre de 2011, i reelegit el 29 d'octubre de 2016, fins al 2 de juny del 2018, fi del seu mandat.
Fou ministre als governs de José María Aznar en diversos àmbits entre el 1996 i el 2003, i com a vicepresident de l'Executiu del 2000 al 2003. Entre el 2003 i el 2004, quan va ser elegit president del Partit Popular, va exercir el càrrec de secretari general de la formació.
Va ser president del Partit Popular fins al 21 de juliol de 2018 quan en el 19è congrés del Partit Popular va sortir elegit Pablo Casado com a president de la formació.
Va exercir com a cap de l'oposició parlamentària durant els dos mandats (2004-2008 i 2008-2011) del govern socialista de José Luis Rodríguez Zapatero.

## Biografia
Va néixer el 27 de març de 1955 a la ciutat gallega de Santiago de Compostel·la, net d'un dels redactors de l'Estatut de Galícia de 1936 que va ser apartat de la docència universitària per la dictadura franquista fins a l'inici de la dècada del 1950 i fill del President de l'Audiència Provincial de Pontevedra, ciutat on va créixer.
Llicenciat en dret a la Universitat de Santiago de Compostel·la, posteriorment aconseguí esdevenir funcionari de l'Estat en guanyar les oposicions a Registrador de la Propietat, sent destinat a Padrón, Villafranca del Bierzo i Santa Pola.

### Política a Galícia (1981-1991)
Afiliat a Aliança Popular (AP) va ser escollit diputat al Parlament de Galícia en les primeres eleccions autonòmiques gallegues, celebrades el 20 d'octubre de 1981, i nomenat el 1982 director general de Relacions Institucionals de la Xunta de Galícia.
En les eleccions municipals del 8 de maig de 1983 va ser triat regidor de l'Ajuntament de Pontevedra, i l'11 de juny de 1986 va ser nomenat President de la Diputació Provincial de Pontevedra, càrrec que ocupà fins al juliol de 1991.2019
En les eleccions generals del dia 22 de juny de 1986, va obtenir un escó al Congrés dels Diputats com a cap de llista per la província de Pontevedra, encara que va renunciar al novembre del mateix any per esdevenir vicepresident de la Xunta de Galícia després de la dimissió de Xosé Luis Barreiro i la resta dels consellers, càrrec que ocuparia fins a la fi de setembre de 1987.
En el congrés extraordinari del partit del mes de maig de 1988 va ser nomenat secretari General d'Aliança Popular a Galícia.
El gener de 1989 Aliança Popular es va refundar creant un nou partit, el Partit Popular (PP), sent nomenat president Manuel Fraga Iribarne, alhora que Rajoy fou nomenat membre del Comitè Executiu Nacional i diputat per Pontevedra, sent reelegit el 1993.
El 4 de setembre de 1989 José María Aznar, fins aquell moment President de Castella i Lleó, va ser escollit candidat a les eleccions generals, a proposta del mateix Fraga i a l'abril de 1990, Aznar va esdevenir president del Partit Popular i Rajoy va ser escollit membre de l'Executiva Nacional i sotssecretari general del PP. Després de les eleccions autonòmiques de 1989 va ser novament elegit diputat per Pontevedra i va presidir la "Comissió de Control Parlamentari de RTVE".

### Política espanyola (1989-2004)
En les eleccions del 6 de juny de 1993 el Partit Popular es va consolidar com a primera força de l'oposició i Rajoy va renovar la seva acta de Diputat per Pontevedra.
En les eleccions generals del 3 de març de 1996 el Partit Popular va vèncer amb 9.716.006 vots, sent Aznar proclamat President del Govern amb el suport de PNB, CIU i Coalició Canària i Rajoy va renovar per tercera vegada el seu escó al Congrés, després d'haver dirigit aquesta reeixida campanya electoral. En la formació del primer govern d'Aznar, Rajoy fou nomenat Ministre d'Administracions Públiques, per la qual aprovà la Llei d'Organització i Funcionament de l'Administració General de l'Estat (LOFAGE).
El gener de 1999 Rajoy va deixar el càrrec a Ángel Acebes i va substituir Esperanza Aguirre al capdavant del Portaveu del Govern i, novament, la del Ministeri de la Presidència. Com a portaveu va haver d'enfrontar-se als desastres del Prestige i al suport incondicional d'Aznar a George W. Bush durant la Invasió de l'Iraq de 2003.
El 30 d'agost de 2003 va deixar els càrrecs anteriors en ser proposat per José María Aznar com a Secretari General del PP i candidat a la Presidència del Govern, esdevenint el nou líder del partit després del XIV Congrés del Partit Popular.
En les eleccions generals realitzades el març de 2004, just després dels atemptats de l'11 de març a Madrid i els posteriors successos derivats d'aquests, fou derrotat pel líder socialista José Luis Rodríguez Zapatero amb una diferència de gairebé 1.300.000 vots respecte del PP.

### Oposició i lideratge del Partit Popular (2004-2011)
Mariano Rajoy ocupà la Presidència del Partit Popular, primer partit de l'oposició.
Les seves crítiques al govern actual s'han centrat en la derogació de plans de l'executiu anterior com són el Pla Hidrològic Nacional i la LOCE; en la política exterior, principalment respecte a la relació amb els Estats Units d'Amèrica després de la retirada de les tropes espanyoles de l'Iraq; en la política immigratòria; en l'aprovació de la denominació de les unions homosexuals com a matrimoni i en les reformes de l'Estatut i d'oposició a la tasca del Govern i de la majoria de partits de l'oposició, ja que no creu en la voluntat d'ETA de deixar les armes.

### Presidència del Govern espanyol (2011-2018)
La crisi financera espanyola va provocar la caiguda del govern de José Luis Rodríguez Zapatero, que va convocar eleccions anticipades i que el 20 de novembre de 2011 el PP va guanyar amb majoria absoluta al Congrés dels Diputats i al Senat. Va ser proposat pel rei Joan Carles I com a candidat a la presidència del Govern i, el 20 de desembre, el Congrés dels Diputats li va atorgar la confiança amb el suport de 187 membres dels 350 de la cambra baixa, sent investit president del Govern espanyol. L'endemà va prendre possessió com a president del Govern de la X legislatura, davant el cap de l'Estat. Fruit de la Reforma laboral de 2012, aprovada en el Consell de Ministres del 10 de febrer de 2010, va patir una vaga general el 29 de març de 2012.
A causa de la gravetat de la crisi, ja durant els primers cent dies va incomplir una part de les promeses electorals: abaratiment de l'acomiadament, reducció del dèficit, pujades d'impostos, amnistia fiscal, congelació del salari mínim, pujades de preu de llum i gas, pensions, retalls en la llei de dependència, copagament, retalls en despesa en innovació i infraestructures, incompliments en matèria financera amb Catalunya, Televisió Pública, afers exteriors i concòrdia política. El 2011 la renda per capita espanyola va baixar per sota de la mitjana europea per primer cop en 10 anys, i l'11 de juliol de 2012, com a compensació pel rescat de la banca espanyola que es va acordar al Consell Europeu del 28 i 29 de juny, el president del govern anunciava la pujada del tipus general de l'IVA del 18% al 21% i el reduït del 8% al 10%, l'eliminació de la deducció per compra d'habitatge, la baixada de la prestació d'atur a partir del sisè mes, la reducció del 30% dels regidors en els ajuntaments, i que funcionaris, diputats i senadors no tindrien paga extra de Nadal per estalviar 65.000 milions d'euros.
L'economia espanyola va haver de ser rescatada en 2012 amb 100.000 milions d'euros dels fons de la zona euro. i la Troika (Comissió Europea, Banc Central Europeu i Fons Monetari Internacional) va establir un programa de recuperació econòmica. Espanya va negociar el suport financer d'un paquet de "Línia de crèdit condicionada amb precaució" (PCCL).
El govern popular va iniciar l'operació Catalunya després de la manifestació de l'11 de setembre del 2012 amb el lema «Catalunya, nou estat d'Europa», en la qual un milió i mig de persones es manifesten pels carrers de Barcelona a favor del dret a decidir, a partir d'una reunió mantinguda el 26 d'octubre de 2012 entre el comissari del Cos Nacional de Policia d'Espanya José Manuel Villarejo, la secretaria general del Partit Popular i presidenta de Castella-la Manxa, María Dolores de Cospedal, i Ignacio López del Hierro. Mariano Rajoy, el president del govern, era coneixedor de les maniobres de les clavegueres de l'estat contra els seus enemics polítics.
El govern de Rajoy està dominat per l'ala dura del partit, bloquejant i menyspreant el referèndum sobre la independència de Catalunya, crispant la convivència lingüística al País Valencià i les illes Balears, modificant restrictivament la legislació sobre l'avortament, bloquejant el procés de pau a Euskadi on va fer caure al govern socialista de Patxi López Álvarez.
El Govern de Mariano Rajoy va decidir incorporar al dret espanyol la directiva europea que establia l'acumulació de condemnes a altres països però durant el tràmit parlamentari organitzacions com l'Associació de Víctimes del Terrorisme van alertar que aquesta regulació podia permetre que alguns etarres sortissin abans de presó i es va incloure a la llei orgànica de 12 de novembre del 2014 la disposició addicional que impedeix acumular les condemnes a l'estranger imposades abans del 15 d'agost del 2010.
El 20 de desembre el Partit Popular, encapçalat per Mariano Rajoy va guanyar les Eleccions generals espanyoles de 2015 sense majoria per la divisió del vot de la dreta amb l'aparició de Ciutadans i de l'esquerra amb Podem, però incapaç de formar govern, va declinar l'oferiment de Felip VI d'Espanya de formar govern en 22 de gener, d'aquesta manera es van forçar unes segones eleccions generals, que van tenir lloc el 26 de juny de 2016, amb uns resultats similars. El 30 d'agost de 2016 es va presentar a una sessió d'investidura, tot i no tenir prou vots. En 29 d'octubre, amb l'abstenció del PSOE i el suport de Ciutadans i Coalició Canària fou investit de nou com a President del Govern.
Minuts més tard de la Declaració d'Independència de Catalunya, el 27 d'octubre de 2017 Mariano Rajoy anuncia l'aplicació de l'article 155 de la Constitució, pel qual la Generalitat de Catalunya passa a estar sota control del Govern del Regne d'Espanya i delega les funcions de la presidència de la Generalitat en la vicepresidenta del Govern Espanyol, Soraya Sáenz de Santamaría, i les funcions de cada conselleria són assumides pels diferents ministres del Govern Espanyol. Així mateix, declara dissolt el Parlament de Catalunya i convoca eleccions autonòmiques a Catalunya pel dia 21 de desembre de 2017. El President Puigdemont i diversos consellers/eres s'exilien a Brussel·les, i altres consellers són imputats pel Tribunal Suprem amb càrrecs de rebel·lió, sedició o desobediència; i acaben en presó preventiva.
L'1 de juny de 2018 prospera la primera moció de censura des de la restauració de la democràcia a Espanya al 1978 i és revocat del seu càrrec en substitució a Pedro Sánchez Pérez-Castejón (PSOE) que és investit amb 180 vots a favor (PSOE, Podem, ERC, Pdecat, PNB, EH Bildu) només hi van votar en contra 169 (PP, C’s) i l'abstenció de Coalició Canària (1 vot). Dues setmanes més tard, va renunciar a l'acta de diputat al Congrés. El 21 de juliol va deixar de presidir el Partit Popular amb la victòria de Pablo Casado per substituir-lo. Es va reincorporar a la seva feina de registrador de la propietat a Santa Pola i d'allà va passar al registre mercantil de Madrid.

## Corrupció
Segons els anomenats papers de Bárcenas (presumpta comptabilitat B del Partit Popular) publicats pel diari El País, Rajoy hauria rebut un total de 322.231 euros en sobresous amb diners en negre procedents del finançament il·legal del partit.
A més a més té obertes moltes més investigacions relacionades amb la corrupció del PP, ja que ell és el màxim responsable polític del seu partit.

## Les clavegueres de l'Estat
Segons revelà el documental Las cloacas de Interior, existeix des de fa anys una estructura formada per: l'Oficina Siniestra (una oficina que elabora informes falsos contra els adversaris polítics i policies que s'envien als mitjans de comunicació espanyols), el comissari del Cos Nacional de Policia José Manuel Villarejo i la Brigada política, una policia política que "consta d'una sèrie de comandaments policials de la confiança del ministre" Jorge Fernández Díaz. L'operació Catalunya s'inicia després de la manifestació de l'11 de setembre del 2012 amb el lema «Catalunya, nou estat d'Europa», en la qual un milió i mig de persones es manifesten pels carrers de Barcelona a favor del dret a decidir, a partir d'una reunió mantinguda el 26 d'octubre de 2012 entre el comissari José Manuel Villarejo, la secretaria general del Partit Popular i presidenta de Castella-la Manxa, María Dolores de Cospedal, i Ignacio López del Hierro. Mariano Rajoy, el president del govern, era coneixedor de les maniobres de les clavegueres de l'Estat contra els seus enemics polítics. Segons detalla el jutge de l'Audiència Nacional Santiago Pedraz en un informe remès per l'Unitat d'Afers Interns del Cos Nacional de Policia, el govern del de Mariano Rajoy va emprar els recursos de les clavegueres de l'Estat al servei del Ministeri de l'Interior per practicar la guerra bruta filtrar als mitjans de comunicació i desprestigiar davant l'opinió pública el partit polític. La brigada política del Ministeri de l'Interior va efectuar centenars de cerques d'almenys 55 dels 69 diputats del partit entre el 2015 i el 2016 per trobar qualsevol dada que pogués perjudicar o incriminar els representants de Podem.